# Letronne (cráter)

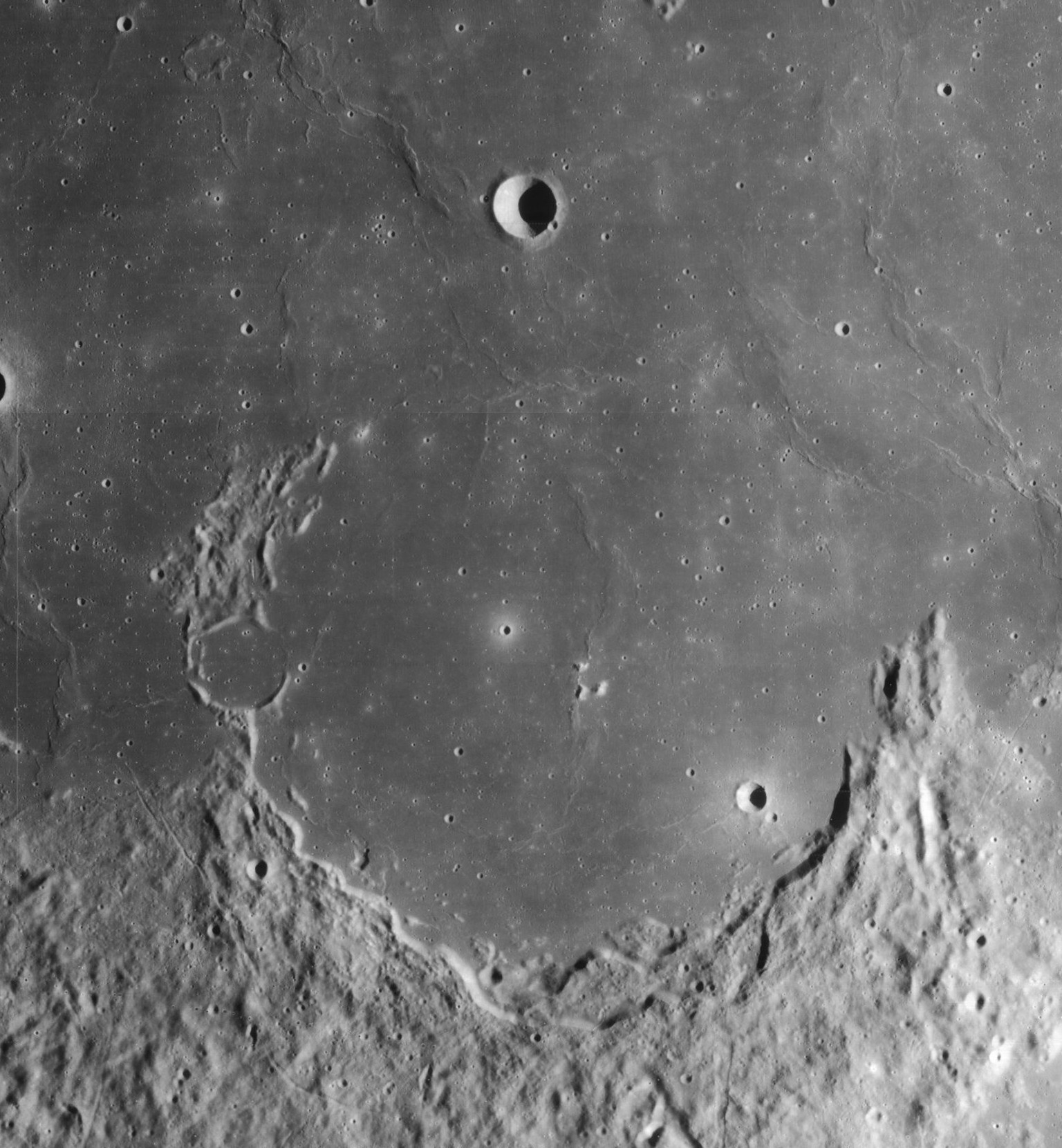
Fotografía de la misión Apolo 16

Letronne es el remanente de un cráter de impacto lunar inundado de lava. La parte norte del borde ha desaparecido por completo, y se abre hacia el Oceanus Procellarum, formando una bahía en la costa suroeste. La formación está situada al noroeste del cráter Gassendi. En dirección oeste-suroeste aparece el cráter también inundado de lava Billy, y al norte-noroeste se encuentra el Flamsteed, de menor tamaño.
|  |

El borde remanente de Letronne es poco menos que una serie semicircular de crestas. El brocal de Winthrop, muy erosionado por los flujos de lava, recubre la pared occidental de Letronne. El borde menos dañado se sitúa en el tramo este, formando un promontorio montañoso sobre el mar lunar. Un pequeño grupo de crestas centrales se agrupan sobre el punto medio del cráter. Una cresta arrugada denominada Dorsa Rubey cruza el suelo de norte a sur, y delinea una porción del borde faltante. El suelo del cráter es suave y relativamente libre de impactos, con la excepción de Letronne B cerca del borde sureste.

## Cráteres satélite
Por convención estos elementos son identificados en los mapas lunares poniendo la letra en el lado del punto medio del cráter que está más cerca de Letronne.
|          | \| Letronne \| Coordenadas \| Diámetro \| \| -------- \| ------------------------------ \| -------- \| \| A \| 12°06′S 39°06′O / -12.1, -39.1 \| 7 km \| \| B \| 11°12′S 41°12′O / -11.2, -41.2 \| 5 km \| \| C \| 10°42′S 38°30′O / -10.7, -38.5 \| 4 km \| \| F \| 9°12′S 46°06′O / -9.2, -46.1 \| 8 km \| \| G \| 12°42′S 46°30′O / -12.7, -46.5 \| 10 km \| \| H \| 12°36′S 46°00′O / -12.6, -46.0 \| 4 km \| \| K \| 14°30′S 43°36′O / -14.5, -43.6 \| 5 km \| \| L \| 14°18′S 44°18′O / -14.3, -44.3 \| 5 km \| \| M \| 12°00′S 44°06′O / -12.0, -44.1 \| 3 km \| \| N \| 12°18′S 39°48′O / -12.3, -39.8 \| 4 km \| \| T \| 12°30′S 42°36′O / -12.5, -42.6 \| 3 km \| |          |
| Letronne | Coordenadas | Diámetro |
| A        | 12°06′S 39°06′O / -12.1, -39.1 | 7 km     |
| B        | 11°12′S 41°12′O / -11.2, -41.2 | 5 km     |
| C        | 10°42′S 38°30′O / -10.7, -38.5 | 4 km     |
| F        | 9°12′S 46°06′O / -9.2, -46.1 | 8 km     |
| G        | 12°42′S 46°30′O / -12.7, -46.5 | 10 km    |
| H        | 12°36′S 46°00′O / -12.6, -46.0 | 4 km     |
| K        | 14°30′S 43°36′O / -14.5, -43.6 | 5 km     |
| L        | 14°18′S 44°18′O / -14.3, -44.3 | 5 km     |
| M        | 12°00′S 44°06′O / -12.0, -44.1 | 3 km     |
| N        | 12°18′S 39°48′O / -12.3, -39.8 | 4 km     |
| T        | 12°30′S 42°36′O / -12.5, -42.6 | 3 km     |

Los siguientes cráteres han sido renombrados por la UAI:
- Letronne D- Véase Scheele.
- Letronne P- Véase Winthrop.